# ミンヌイ・ゴロドク電停
ミンヌイ・ゴロドク電停 (ミンヌイ・ゴロドクでんてい、ロシア語:Минный городок) は、ロシア沿海地方ウラジオストクにある、ウラジオストク市電6系統の電停。

## 駅構造
ループ線上にある、単式ホーム1面1線の地上駅。ループ線の為、列車はホームで折り返さず、車両の進行方向を転換させることなく停車・出発する。

## 駅周辺
- 鉱山街（ロシア語版）
- サモツヴェト（Самоцвет） - ショッピングセンター
- ロシア貯蓄銀行支店
- ソブコム銀行（ロシア語版）支店

## 歴史
1960年代に開業。詳細の開業日は不明。

## 隣の駅
ウラジオストク市電
6系統
ミンヌイ・ゴロドク電停 - ポリクリニカ電停